# Balerejo (Kauman)
Balerejo is een bestuurslaag in het regentschap Tulungagung van de provincie Oost-Java, Indonesië. Balerejo telt 3169 inwoners (volkstelling 2010).